# Roberto Fontanarrosa
Alfredo Roberto Fontanarrosa (Rosário, 26 de novembro de 1944 - 19 de julho de 2007) foi um cartunista, quadrinista e escritor argentino. Durante sua longa carreira Fontanarrosa se tornou um dos mais aclamados artistas historieta de seu país, além de um respeitado escritor de ficção. Ele criou os quadrinhos e personagens de Inodoro Pereyra, um gaúcho, e Boogie, el aceitoso, um matador de aluguel. Também criou o gibi Los Clásicos según Fontanarrosa, que continha uma seleção de piadas paródias da literatura clássica universal publicada na revista Chaupinela nos anos 1970.

## Biografia

### Juventude
Fontanarrosa nasceu em Rosário, província de Santa Fé, onde viveu e trabalhou até sua morte. Ele era amplamente conhecido pelo apelido carinhoso de El Negro.

### Carreira
"As pessoas diriam que sou escritor de quadrinhos, no máximo, e isso será verdade. Não me importo muito com como as pessoas vão me definir como escritor. Não quero ser um ganhador do Nobel. Será o suficiente para mim se alguém me disser 'Eu ri pra caramba com o seu livro.' " 
Fontanarrosa começou sua carreira escrevendo e desenhando histórias em quadrinhos e depois se ramificou para escrever narrativas com contos, principalmente sobre futebol. Suas tiras mais famosas são Inodoro Pereyra, com um gaúcho e seu cachorro falante Mendieta, e o assassino Boogie el Aceitoso, que ganhou vida como uma paródia de Dirty Harry.
Simultaneamente à carreira de quadrinhos, Fontanarrosa escreveu três romances (Best Seller, El área 18 e La Gansada) e sete livros de contos (Los trenes matan a los autos, El mundo ha vivido equivocado, No sé si he sido claro, Nada del otro mundo, El mayor de mis defectos, Uno nunca sabe e La mesa de los galanes), todos eles cheios de uma combinação de humor sutil e amplo. Existem também várias compilações de livros com as tiras de seus jornais.
Seu trabalho foi visto em diferentes jornais latino-americanos, incluindo o argentino Clarín, o colombiano El tiempo, o uruguaio La República e a revista mexicana Proceso. Em 1977, ele foi abordado por Les Luthiers (o famoso grupo de humor / música argentino), que queria que ele colaborasse em um roteiro que estavam escrevendo para um filme estrelado por seis membros do grupo; o filme nunca deu frutos, mas em vez disso ele se tornou um parceiro criativo, muitas vezes escrevendo piadas e situações para eles, e a maioria de seus programas de 1979 em diante apresentam sua contribuição ao lado de Les Luthiers.
Em novembro de 2007, foi divulgada uma obra póstuma de Fontanarrosa: foi lançado o filme de animação Fierro, para o qual ele co-escreveu o roteiro e desenhou todos os personagens pouco antes de sua morte.

### Doença
Em 2003, ele foi diagnosticado com esclerose lateral amiotrófica e estava preso a uma cadeira de rodas. Continuou a trabalhar e participou das reuniões do III Congresso Internacional da Língua Espanhola, em 2004, onde proferiu uma divertida palestra sobre tabu e discurso final. Em 26 de abril de 2006 o Senado concedeu-lhe a Menção Honrosa Domingo Faustino Sarmiento por sua carreira e sua contribuição à cultura argentina.
Em 18 de janeiro de 2007, ele anunciou que não desenharia mais suas próprias tiras porque havia perdido o controle total de sua mão, mas afirmou que continuaria escrevendo os roteiros de seus personagens.

### Morte
Em 19 de julho de 2007, Fontanarrosa sofreu uma insuficiência respiratória e foi internado em um hospital. Ele morreu lá cerca de uma hora depois. Seu funeral e o cortejo fúnebre no dia seguinte foram assistidos por milhares de cidadãos comuns, escritores, atores e autoridades políticas. A procissão parou ao lado do estádio Gigante de Arroyito (casa do Rosario Central, uma equipe dos quais Fontanarrosa foi, possivelmente, o seu fã mais notável) e, em seguida, continuou para o norte para a cidade vizinha de Granadero Baigorria, onde Fontanarrosa foi enterrado no Parque de la Eternidad cemitério.

Os principais noticiários nacionais e a mídia impressa da Argentina dedicaram segmentos especiais ao legado de Fontanarrosa e ao serviço funerário. O governo nacional declarou um Dia de Luto pela Cultura Nacional, e o governo municipal de Rosário ordenou que as bandeiras fossem hasteadas a meio mastro.